# (5333) Kanaya
(5333) Kanaya est un astéroïde de la ceinture principale.

## Description
(5333) Kanaya est un astéroïde de la ceinture principale. Il fut découvert le 18 octobre 1990 à Susono par Makio Akiyama et Toshimasa Furuta. Il présente une orbite caractérisée par un demi-grand axe de 2,35 UA, une excentricité de 0,17 et une inclinaison de 11,0° par rapport à l'écliptique.

## Compléments